# 九七式車載重機槍
九七式車載重機槍|（日文：九七式車載重機関銃 , Kyūnana-shiki Shasai-jūkikanjū）是日本帝國陸軍在第二次世界大戰時用於坦克車與裝甲車的標準機關槍，也被步兵當作輕機槍使用。

## 發展
起初，十一式輕機槍被陸軍技術局改造使其可在坦克車和其他裝甲車輛上使用，並以「九一式車載輕機槍」的名稱生產。不過十一式的設計缺陷問題仍未獲解決，例如它只要沾染到少量的塵土就容易卡彈，以及它所使用的6.5×50毫米有坂子彈的威力過低等等。
取代九一式車載機槍的工作於1931年7月（昭和6年）起，最初是用三年式重機槍改造，但是在1934年3月與11月推出的原型測試評價還是不怎麼樣；因此仿製了在中國抗日戰爭期間從國民革命軍捕獲的捷克製ZB26式輕機槍和八九式空用機槍競爭，雖然在1937年的評比中勝出，但是盒狀彈夾與過去7.7公厘九二式子彈的底緣式子彈設計相容性不佳，為了新槍日軍設計了一款稱為九七式子彈的無底緣7.7公厘子彈，1937年11月相關設計定型，1938年2月量產。
此裝備的後繼品原先預定為MG 15機槍的授權板試製四式車載重機槍，但直到戰爭結束前尚未進入量產。

## 設計
九七式在機械結構上與捷克製的ZB26式輕機槍類似，但槍托不同，並擁有手槍式握把，為了防止彈殼影響車內操作拋殼口裝有集彈袋。它使用直立的20發盒狀彈匣並使用與九九式步槍相同的7.7公釐有坂子彈。此槍較輕的槍管容易過熱，雖然設計上備有快拆槍管與備用槍管；但機槍手必須一波波的射擊，否則槍管會被射出。
此槍安裝在坦克車上時，使用固定焦距1.5倍率、30°視野的瞄準鏡。為了避免傷害機槍手，瞄準鏡後端安裝了一個厚重的橡膠眼墊。
此槍當作步兵武器使用時，使用雙腳架。除去兩腳架後，此槍重量僅有11.25公斤。

## 應用
九七式自1937年開始被採用，並在所有的日軍坦克車與其他裝甲車輛服役，直到戰爭結束為止。不過由於它較為笨重，它單獨被用作步兵武器的情形則罕見得多。日本帝國海軍也在他們諸如九二式重裝甲車的裝甲車輛上使用九七式。

## 流行文化

### 電子遊戲
- 2022年—《應徵入伍》

## 註解
1. ↑  Bishop, The Encyclopedia of Weapons of World War II
2. ↑   （页面存档备份，存于） TM-E 30-480 (1945)
3. ↑  日本Camp Asaka的Sinbudai Old Weapon Museum資料牌
4. ↑  Morse, Japanese Small Arms of WW2; Light Machine Guns Models 11, 96, 99, 97 & 92
5. ↑  http://www.dragonsoffire.com/photos_Type97TankMachineGub.htm （页面存档备份，存于）] Dragonsoffire.com

## 外部連結
- 美軍技術手冊 E 30-480（页面存档备份，存于）
- Dragonsoffire.com（页面存档备份，存于）